# Irina Potapenko
Irina Potapenko (* 1986 auf der Krim) ist eine deutsch-ukrainische Schauspielerin.

## Leben
Potapenko wurde auf der Halbinsel Krim in der damaligen Sowjetunion geboren. 1994 kam sie mit ihrer Mutter nach Berlin. Seit ihrem zwölften Lebensjahr spielt sie Theater, zunächst in einem russischen Kammertheater, später an der Volksbühne Berlin unter anderem in Inszenierungen von Frank Castorf. Der Film Revanche war als bester nicht englischsprachiger Film für den Oscar nominiert. Daneben wirkte sie auch in Hörspielen mit.
2009 wurde sie beim Filmfestival Max Ophülspreis mit dem Darstellerpreis ausgezeichnet und 2012 für den Jupiter Award als Beste Deutsche Schauspielerin nominiert.

## Filmografie (Auswahl)
- 2006: Prinzessin
- 2006: Lucy
- 2006: Der Lebensversicherer
- 2007: Geburtstag
- 2008: Quio – Rising Tide
- 2008: Revanche
- 2009: Moruk
- 2009: Mörder auf Amrum
- 2010: Das Schurkenstück
- 2010: Die kommenden Tage
- 2010: México
- 2011: A Marriage
- 2011: Et ekteskap
- 2011: Anduni – Fremde Heimat
- 2011: Mord hinterm Vorhang
- 2012: Anfang Juni
- 2012: Die Besucher
- 2012: Vor Dir
- 2013: Hotel Abendrot
- 2013: Der Staatsanwalt – Heiße Quellen
- 2013: Der Alte – Blutige Ernte
- 2013: Kommissarin Lucas – Lovergirl
- 2013: Der letzte Bulle – Wer zu hoch fliegt
- 2014: Koslowski & Haferkamp – Russische Woche
- 2014: Töchter
- 2014: Die Lügen der Sieger
- 2015: Unter Gaunern – Das schwarze Schaf
- 2016: Goldfish
- 2016: Die Geschwister
- 2016: Vor der Morgenröte
- 2017: Heiße Quellen
- 2018: Getrieben
- 2018: Jenny: Echt gerecht – Ex & Hopp
- 2019: Beck is back! – Das gekaufte Kind
- 2019: In aller Freundschaft – Die jungen Ärzte – Raya Elisa
- 2019: Mär
- 2020: Über die Grenze – Racheengel
- 2021: Requiem für einen Freund
- 2023: Nord Nord Mord – Sievers und der große Knall
- 2023: Tatort: Borowski und das unschuldige Kind von Wacken
- 2024: Aus dem Leben (Fernsehfilm)
- 2025: Der Masuren-Krimi – Mord in Galindien
- 2025: Stralsund – Der letzte Sieg

## Hörspiele
- 2008: Halskette und Kalebasse (HR/SWR)
- 2008: Ein Held unserer Zeit (HR/SWR/DLF)